# لي تروندل
لي تروندل (بالإنجليزية: Lee Trundle)‏ (10 أكتوبر 1976 بليفربول في المملكة المتحدة - ) هو لاعب كرة قدم بريطاني في مركز الهجوم. لعب مع بريستون نورث إيند وسوانزي سيتي وليدز يونايتد ونادي بريستول سيتي ونادي ريكسهام ونادي ريل ونادي ساوثبورت ونادي نيث ونادي تشورلي ونادي مارين ‏ وBamber Bridge F.C. ‏ ونادي بارسكو ونادي ستاليبريدج سيلتيك وChester F.C. ‏.

## وصلات خارجية
- لي تروندل على موقع قاعدة بيانات كرة القدم.إي يو (الإنجليزية)
- لي تروندل على موقع Soccerbase.com (لاعب) (الإنجليزية)